# Pays de Saintonge romane
Le pays de Saintonge romane est une structure de regroupement de collectivités locales françaises, située dans le département de la Charente-Maritime, dans la région Nouvelle-Aquitaine.

## Histoire
- Le pays de Saintonge romane a été créé en 1996. Porté par un syndicat mixte, il recouvre une très grande partie de l'arrondissement de Saintes. Son président élu en 2014 est Jean-Claude Grenon, maire de Saint-Porchaire.

## Données géographiques
Superficie : 15,03 % du département de la Charente-Maritime.
- 70 communes dont :
  - 5 communes de plus de 2 000 habitants (en 2010) : Chaniers, Fontcouverte, Gémozac, Saint-Georges-des-Coteaux et Saintes.
  - 1 ville de plus de 15 000 habitants : Saintes.

Population (en 2010) : 88256 habitants, soit 14,2 % du département de la Charente-Maritime.
- Évolution annuelle de la population (entre 1999 et 2010): +1,22 % (+1,01 % pour le département).
- Évolution annuelle de la population (entre 1990 et 1999)[1] : +0,40 % (+0,62 % pour le département).

Densité de population (2010) : 87 hab/km2 (Charente-Maritime : 89 hab/km2).

## Communes membres
Il regroupe 88 256 habitants au recensement de 2010 (INSEE), soit 14,2 % de la population du département de la Charente-Maritime et qui se répartissent dans 70 communes  :
- la Communauté de communes du canton de Gémozac et de la Saintonge Viticole,
- la Communauté de communes Cœur de Saintonge,
- et de la Communauté d'agglomération de Saintes.